# Chiara Volpato
Chiara Volpato (Marostica, 21 ottobre 1951) è una psicologa italiana, specializzata in psicologia sociale.

## Biografia
Presso l'Università degli Studi di Padova ha conseguito laurea in Lettere nel 1975, laurea in Psicologia nel 1978, diploma di Perfezionamento in Metodologia della Ricerca Filosofica e in Filosofia delle Scienze nel 1987 e dottorato di ricerca in Psicologia Sociale e della Personalità nel 1992, tutte con il massimo dei voti o lode.
Si dedica attualmente alla psicologia sociale come professoressa ordinaria presso la Facoltà di Psicologia dell’Università di Milano-Bicocca, occupandosi in particolare di deumanizzazione, relazioni e influenza sociale, stereotipi e pregiudizi, analisi psicosociale di testi storici.
Ha scritto vari saggi riguardanti psicosociologia.

## Opere
- Sviluppi della teoria etogenetica del comportamento sociale, Bologna, ed. Pàtron, 1982.
- con Alberta Contarello, Per una psicologia sociale della letteratura: relazioni interpersonali e intergruppi in L'erba canta, Bologna, ed. Pàtron, 1990.[5]
- La diffusione del sapere scientifico: acquisizione delle conoscenze psicosociali tesi di dottorato di ricerca in psicologia, Università di Padova, Dipartimento di psicologia generale, 1993.
- con Alberta Contarello, Psicologia sociale e situazioni estreme: relazioni interpersonali e intergruppi in Se questo è un uomo, Bologna, ed. Pàtron, 1999.
- La diffusione del sapere scientifico: acquisizione delle conoscenze psicosociali prefazione di Dora Capozza, Milano, FrancoAngeli, 1996, ISBN 88-204-9615-1.
- con Dora Capozza, Le intuizioni psicosociali di Hitler: un'analisi del Mein Kampf, Bologna, ed. Pàtron, 2004, ISBN 88-555-2807-6.
- Deumanizzazione: come si legittima la violenza, Roma, Bari, ed. Laterza, 2011, ISBN 978-88-420-9604-7.
- Nuovi cittadini: i giovani immigrati tra accoglienza e rifiuto, Milano, ed. Unicopli, 2011, ISBN 978-88-400-1532-3.
- Psicosociologia del maschilismo, Roma, Bari, ed. Laterza, 2013, ISBN 978-88-581-0743-0.[3]
- Le radici psicologiche della disuguaglianza, 2019, ed.Laterza, Bari, ISBN 978-88-581-3415-3

### Collaborazioni
- Women and family relationships in cultural transition: an analysis of autobiographic texts di Alberta Contarello, Padova, ed. TPM, 1995.
- Diversità culturali: psicologia sociale della differenza di Xenia Chryssochoou, traduzione di Silvia Cappelletti, titolo originale Cultural diversity, Torino, ed. UTET università, 2006, ISBN 978-88-6008-013-4.[3]